# Sarah Berthiaume
Pour les articles homonymes, voir Berthiaume.
Sarah Berthiaume, née le 30 mai 1983 à Trois-Rivières, est une écrivaine, dramaturge, scénariste, actrice et metteure en scène québécoise.

## Biographie
Elle reçoit sa formation d'actrice à l’Option-Théâtre du collège Lionel-Groulx, où elle obtient son diplôme en 2007. 
Sa première pièce, Le Déluge après, qui reçoit le prix de l’Égrégore en 2006, est sélectionnée par la SACD pour une mise en lecture au festival d'Avignon 2007. L'œuvre est créée au théâtre de la Rubrique à Jonquière en 2008. Une version anglaise est produite à l’automne 2010 au Théâtre La Chapelle de Montréal et, à l’hiver 2013, au Canadian Stage de Toronto. La traduction allemande est mise en lecture à Sarrebruck dans le cadre du Festival Primeurs d’écriture dramatique contemporaine. 
Villes mortes, présentée au Centre du Théâtre d'Aujourd'hui en 2011, est finaliste pour le prix Michel-Tremblay.
Sa pièce Yukonstyle, donnée en lecture publique au Festival des francophonies en Limousin 2011 et, en février 2012, au Théâtre du Rond-Point à Paris, est montée simultanément, au printemps 2013, au Théâtre d’Aujourd’hui de Montréal et au Théâtre national de la Colline à Paris. Elle est ensuite produite à Innsbruck, Heidelberg, Toronto et Bruxelles. De sa pièce, Sarah Berthiaume tire un scénario qui sera réalisé par Anaïs Barbeau-Lavalette.
Comédienne, elle joue dans Martine à la plage de Simon Boulerice, mais aussi dans sa pièce Villes mortes. Elle fait aussi partie de la distribution du iShow, un spectacle performatif sur les médias sociaux couronné meilleur spectacle aux prix de la critique saison 2012-2013. Au Centre du Théâtre d'Aujourd'hui, elle a en outre mis en scène Simon a toujours aimé danser de Simon Boulerice en 2010 et se charge de la mise en scène de Nyotaimori, sa propre pièce, en 2018. 

## Œuvres

### Théâtre
- Le Déluge après, Saint-Foy, RIASQ, 2006 Traduit en anglais sous le titre de The Flood Thereafter par Nadine Desrochers, Talisman Theatre, 2010
- Comme vous avez changé, 2008 (en collaboration avec Simon Boulerice et Maxime Desjardins[6])
- Disparitions, 2009
- Pandora, 2012
- Les Orphelins de Madrid, 2012
- Yukonstyle, Montreuil, Éditions Théâtrales, 2013 Traduit en anglais sous le titre de Yukonstyle par Nadine Desrochers, Toronto, Playwrights Canada Press, 2013 Traduit en allemand sous le titre de Yukonstyle par Christa Müller et Frank Weigand, 2012 Traduit en espagnol et en catalan sous le titre de Yukonstyle par Manuel Arribas
- Villes mortes, Montréal, éditions de Ta Mère, 2013
- Nous habiterons Detroit, 2014
- Selfie, 2015
- Antioche, éditions de Ta mère, 2017
- Nyotaimori, éditions de Ta Mère, 2018
- Wollstonecraft, éditions de Ta Mère, 2023

### Roman
- Les Cicatrisés de Saint-Sauvignac : histoires de glissades d'eau, Montréal, éditions de Ta Mère, 2016 (roman collectif écrit en collaboration avec Jean-Philippe Baril Guérard, Simon Boulerice et Mathieu Handfield)

### Recueils de nouvelles
- Des nouvelles de Ta Mère, Montréal, éditions de Ta Mère, 2015 (recueil collectif)

### Autres publications
- Pièce 02: 26 lettres, Abécédaire des mots en perte de sens, Montréal, Atelier: 10, 2014 (recueil collectif de sketches)
- Traduction de la pièce Villa dolorosa, 2013 (en collaboration avec Frank Weigand[6]), originellement écrite par Rebekka Kricheldorf sous le titre de Villa dolorosa, en allemand.

### Autres implications artistiques

#### Participation auFestival du Jamais Lu
- Le déluge après (5e Festival du Jamais Lu, 2006)
- Yukonstyle (9e Festival du Jamais Lu, 2010)
- Jusqu’où te mènera ta langue? (10e Festival du Jamais Lu et en tournée, 2011)
- 26 lettres : l’abécédaire des mots en perte de sens, version 2  (Centre du Théâtre d’Aujourd’hui, 2014)
- La Fête sauvage (13e Festival du Jamais Lu, 2014)
- Traversée des écritures de la « génération Jamais Lu » (1er Festival du Jamais Lu Paris, 2015)
- Co-directrice artistique du 15e Festival du Jamais Lu en 2016
- J’ai retrouvé l’avenir (2e Festival du Jamais Lu Paris, 2016)
- Traversée d’une écriture québécoise : Sarah Berthiaume (2e Festival du Jamais Lu Paris, 2016)
- Vendre ou rénover? (15e Festival du Jamais Lu, 2016)

## Récompenses et distinctions
- 2006 : Prix de l’Égrégore 2006 pour Le Déluge après
- 2010 :Finaliste au prix Gratien-Gélinas 2010 pour Yukonstyle
- 2011 : Finaliste au prix Michel-Tremblay 2011 pour Villes mortes
- 2015 : Prix Sony Labou Tansi des lycéens 2015 pour Yukonstyle
- 2024 : Prix littéraire du Gouverneur général (catégorie Théâtre) pour Wollstonecraft